# Zdeněk Veselovský
Pour les articles homonymes, voir Vesselovski.
Zdeněk Veselovský (26 août 1928 — 24 novembre 2006) est un célèbre zoologiste et vulgarisateur scientifique tchèque. Sous sa direction, le zoo de Prague atteint une réputation mondiale dans le domaine de l'élevage conservatoire et dans la recherche. Il est le fondateur de l'éthologie tchèque.
Veselovský a été élève du prix Nobel Konrad Lorenz (1903-1989). Il est étudiant à partir de 1952 à la faculté des sciences de l'université Charles de Prague où il enseigne ensuite. Le 1er juillet 1959, il est nommé directeur du zoo de Prague où il intervenait déjà en tant que zoologiste. De 1964 à 1967, il occupe le poste de secrétaire général de l'Union internationale des directeurs de zoo, devenue aujourd'hui l'Association mondiale des zoos et des aquariums, et est nommé vice-président de 1971 à 1975. Il contribue à ce titre largement à la sauvegarde du Cheval de Przewalski menacé d'extinction. En 1988, il est en froid avec les autorités communistes du pays ce qui l'écarte du monde des zoos. À partir de 1989, il travaille pour l'Institut de physiologie de l'université de Bohême du Sud et la faculté des sciences Charles de Prague.